# Les Montils
Les Montils là một xã thuộc tỉnh Loir-et-Cher trong vùng Centre-Val de Loire miền trung nước Pháp.

## Dân số
Demographic trends
(Nguồn: INSEE )
| 1962 | 1968 | 1975 | 1982 | 1990 | 1999 | 2007 |
| ---- | ---- | ---- | ---- | ---- | ---- | ---- |
| 707  | 717  | 808  | 1046 | 1196 | 1436 | 1693 |